# Gymnasieingenjör
Gymnasieingenjör (eng: certified upper secondary school engineer ) är i Sverige examenstiteln för den som gått fyraårigt tekniskt gymnasium. Denna utbildningsform avskaffades 1992. Examenstiteln återinfördes på försök 2011. Försöket slog väl ut och 2014 återinfördes utbildningen helt och hållet.

## Dagens gymnasieingenjörer
Gymnasieingenjörsutbildningen är en ettårig utbildning. Den kan sökas av den som genomfört ett tekniskt gymnasieprogram (eller likvärdigt) med minst 2250 godkända poäng. Utbildningen kan sökas fram till det år man fyller 22. Därutöver måste sökande sedan 2016 vara godkänd i två karaktärskurser beroende på vilken inriktning som sökes. Man behöver alltså inte påbörja den direkt efter avslutningen av sin grundläggande gymnasieutbildning.

## Historik
I början av 2010 beslöt regeringen att man skulle återinföra gymnasieingenjörsutbildningen. Man gav Skolverket i uppdrag att utforma ett nytt gymnasieingenjörsprogram kallat T4. Till att börja med ska detta vara ett försök som påbörjas hösten 2011 och pågår i tre år - detta förlängdes sedan med ett år. 
Inför hösten 2011 beviljades tio gymnasieskolor att på försök införa ett fjärde år. Under hösten 2012 tillkom ytterligare tio skolor.
Försöket ansåg lyckat och utbildningen fortsatte som en permanent del från och med 2014.